# Gómez I Suárez de Figueroa
Gómez I Suárez de Figueroa (¿Écija?, c.1383-Palazuelos, septiembre de 1429) fue un ricohombre castellano, hijo de Lorenzo I Suárez de Figueroa, maestre de la Orden de Santiago, y de su primera esposa, Isabel Messía.
Fue señor de Zafra, Villalba, Feria, La Parra y Nogales, entre otras villas, mayordomo mayor de la reina Catalina de Lancáster, miembro del Consejo Real de Juan II de Castilla, capitán general de la frontera de Andalucía y alcaide de Badajoz y de Villanueva de Barcarrota.

## Vida
El 26 de febrero de 1394, siendo menor de edad y mayordomo mayor de la reina Catalina de Lancáster, el rey Enrique III de Castilla, le dona, por juro de heredad, el señorío de las localidades de Feria, Zafra y La Parra,  núcleo inicial del señorío de Feria, en reconocimiento a los servicios que él y su familia habían prestado a la Corona y a la familia Trastámara, convirtiéndose en el I señor de la Casa de Feria. La merced del rey no contemplaba la propiedad de la tierra de estas tres villas que ya tenían sus propios dueños; solamente se transmitía su jurisdicción y gobierno. En realidad la donación se habría hecho a su padre, el maestre, pero este se guardó bien de que en el documento de concesión se especificara que la misma era para su hijo y no para él, para evitar posibles reclamaciones de la Orden de Santiago, algo que a la larga llegaría a ocurrir y llevaría a los sucesores de Gómez I a tener que pleitear con los futuros maestres de la Orden de Santiago. 

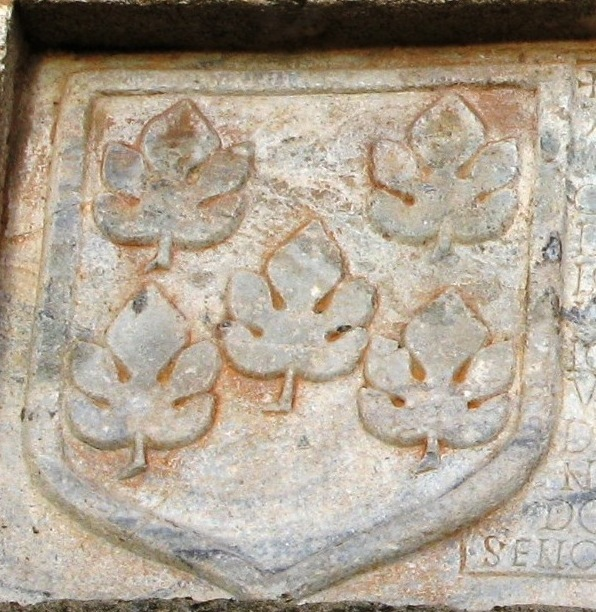
Escudo de armas de la Casa de Feria

Con su hijo en la Corte y aún en minoría de edad, es el maestre el que se encarga de defender sus territorios e incorporar nuevas propiedades al mismo. Así, en 1395 adquiere a los albaceas de Leonor Enríquez y Beltrán Piñel las localidades de Nogales y Villalba de los Barros (donde establecen su primera residencia señorial). En la compra a los albaceas de Leonor Enríquez además de Nogales adquiere terrenos en Zafra, La Parra y Badajoz, por ochenta mil maravedíes. En 1402 fue entregado a los portugueses como uno de los rehenes después de la firma del tratado de paz. En ese mismo año su padre adquirió en su nombre varias propiedades entre Villalba y Nogales, así como [Valencia de Mombuey]] y Oliva de la Frontera, antiguas aldeas templarias que compró a Pedro Ponce. En 1404, consigue un privilegio real para añadir estas poblaciones al señorío.
Gómez acudió pocas veces a su estado debido a la inestabilidad del mismo a consecuencia de las guerras con Portugal. Durante el reinado del rey Juan II, al principio apoyó el partido del infante Enrique de Trastámara, infante de Aragón, aunque después cambió de bando y se hizo partidario del condestable Álvaro de Luna y fue recompensado por el rey Juan II quien lo nombró miembro de su Consejo. Participó en las campañas contra el Reino de Granada y en 1410 en el asedio de Antequera con el infante Fernando, futuro Fernando I de Aragón.
Es con la paz cuando el I señor de Feria empieza a prestar atención a su estado, pero es a la muerte de su padre cuando se tiene que encargar de la gobernación de sus dominios y la consolidación de sus intereses en la Baja Extremadura. Llega a ser alcaide de Badajoz y capitán general de la frontera de Andalucía y primer ricohombre y consejero de Juan II de Castilla. Un aspecto que destaca de su actuación política es el mantenimiento de la fidelidad a la monarquía castellana.
En 1426 ordena construir la muralla de Zafra y en su testamento de 1428 estipuló la fundación del  monasterio de Santa María del Valle de Zafra,  conocido popularmente como convento de Santa Clara, como panteón del linaje de la Casa de Feria y para dos de sus hijas que ya habían profesado como monjas.

## Matrimonio y descendencia
Contrajo matrimonio con Elvira Lasso de Mendoza, señora de Gama y Rebolledo, entre otras villas, e hija de Diego Hurtado de Mendoza, almirante de Castilla y señor de Mendoza, Hita y Buitrago, y de Leonor de la Vega. Fruto de su matrimonio nacieron diez hijos:
- Lorenzo II Suárez de Figueroa (1410/12-1461), primer conde de Feria.[11]
- Pedro Suárez de Figueroa (1410/12-ca. 1474), hermano gemelo del primer conde de Feria,[12] casado con Blanca de Sotomayor, II señora de Los Arcos,[11] hija de Fernando de Sotomayor, hermano de Gutierre de Sotomayor, maestre de la Orden de Alcántara, abuelos del poeta Garcilaso de la Vega.[b]
- Gómez Suárez de Figueroa,[11] (obispo de Badajoz) (m. 1485).
- Mencía de Figueroa, quien contrajo matrimonio con Rodrigo Manrique, maestre de la Orden de Santiago y conde de Paredes,[11] padres del poeta Jorge Manrique.[8]
- Aldonza de la Vega (m. 20 de diciembre de 1478), casada con Juan Manuel, I señor de Belmonte y de Cheles,[11] guarda mayor del rey Enrique IV de Castilla
- Beatriz Suárez de Figueroa, casada con Fadrique Manrique de Castilla,[11] señor de Hito y Baños. Una hija de este matrimonio, María Manrique, fue la segunda esposa de Gonzalo Fernández de Córdoba.
- Garcilaso de la Vega y Figueroa (m. 21 de septiembre de 1445),[13] Falleció trágicamente cuando una flecha envenenada le atravesó la garganta en una escaramuza contra los musulmanes. Recibió sepultura en el convento de Santa Clara en Zafra.[14]  Se casó con Aldonza de Aguilar.[11]
- Elvira Suárez de Figueroa (m. antes de 1459), casada con Tello de Aguilar,[11] alguacil mayor de Écija, hijo de Tello González de Aguilar.
- Isabel Suárez de Figueroa, monja.[11]
- Teresa Suárez de Figueroa, monja.[11]

## Muerte y sepultura
Murió en septiembre de 1429 en Palazuelos, cuando realizaba incursiones por el territorio aragonés con las tropas de Juan II de Castilla. Su cuerpo fue trasladado a Zafra y enterrado en el Coro de las monjas del convento de Santa Clara en Zafra.